# Gréco Casadesus
Pour les articles homonymes, voir Casadesus.
Pour les autres membres de la famille, voir Famille Casadesus.
Gréco Casadesus est un compositeur français de musiques de films, producteur et directeur artistique, né à Paris le 13 août 1951.
D’une grande famille d’artistes (musiciens[évasif], chefs d'orchestre, interprètes, comédiens, compositeurs, peintres, écrivains), il est l'auteur de plus d'une centaine de créations musicales pour la télévision, le cinéma, le concert et le théâtre. Gréco Casadesus est le fils de Marius Casadesus, le demi-frère de Mathilde Casadesus, le cousin de Robert Casadesus, Gisèle Casadesus et Jean-Claude Casadesus.
Initiée très tôt à la musique classique d’une part dans son environnement familial, puis aux conservatoires de Paris et Versailles, il commence sa carrière chez Pathé-Marconi EMI. Dans les années 1980, il s’oriente vers la création musicale : musiques de scène (1983-1997) et musiques à l'image (depuis 1984).
En 2002, Gréco Casadesus fonde l'Union des Compositeurs de Musiques de Films (UCMF) qu'il préside jusqu'en 2005 et dont rôle consiste à défendre les intérêts d'une profession en pleine mutation. Il en est désormais le Président d’Honneur.
En 2003, la revue Musique Info Hebdo lui décerna le titre de Personnalité de l'année.
En 2004, il fonde Opus Millesime, société d’édition et de productions audio et vidéo. L’une des vocations de ce label est de mettre en valeur le patrimoine musical légué par le célèbre pianiste et compositeur Robert Casadesus (1899-1972), son cousin germain, pour lequel il entreprend de nombreuses actions (production d'enregistrements, éditions de partitions, création d' un site de référence, etc.).
En 2008, il entame sa collaboration avec le label Cezame animé par Frédéric Leibovitz et Françoise Marchesseau.
En 2012, il reçoit le Prix Henri-Langlois pour l'ensemble de sa carrière.
En 2015, de sa rencontre avec le clarinettiste David Krakauer naitra un album, David Krakauer plays Greco Casadesus (Editions Cezame).
En 2020, il est élu commissaire à la Commission des Programmes de la Sacem pour une durée de trois ans.
La même année, il est élu membre du Conseil d'Administration de l'Académie des arts et techniques du cinéma (les César) et reçoit la distinction de chevalier dans l'ordre des Arts et des Lettres .

## Biographie

### Formation et débuts
Né dans une famille d'artistes, Gréco Casadesus commence sa carrière à 22 ans comme directeur artistique du département classique de EMI, où il enregistre plus de 200 disques avec notamment Mstislav Rostropovitch, Georges Prêtre, Lorin Maazel ou Léonard Bernstein,.
À trente ans, il écrit et enregistre son premier album, Voyage immobile. Après un deuxième album, Les Oiseaux de rivière noire (1982), il décide de se diriger vers le cinéma et le théâtre.

### Compositeur pour la scène et pour l'image
Il s'intéresse à l'influence que peut exercer la musique sur l'écriture cinématographique ou la mise en scène. Entre 1983 et 1997, il compose 22 créations musicales pour la scène, principalement pour le Centre Dramatique National des Tréteaux de France de Jean Danet,,,, mais aussi pour Sylvia Montfort et Jacques Mauclair (Le Théâtre du Marais). Il compose notamment la musique de L'Avare, dont la mise en scène de Mauclair recevra un Molière en 1989.
Il compose, en 1997, la bande originale de The Climb (en) (Le Défi),, puis, en 1999, du film d'animation Babar, roi des éléphants, du cinéaste canadien Raymond Jafelice.
En 1999, il compose pour le téléfilm Jésus, de Serge Moati.
En 2000, il écrit la musique pour la version restaurée du film Les Trois Mousquetaires, chef-d’œuvre du cinéma muet, tourné en 1921 par Henri Diamant-Berger d'après l'œuvre d'Alexandre Dumas. En 2005, à partir de ce film, il imagine et produit un spectacle pour jeune public Les Trois Mousquetaires font du Cinéma.  Le spectacle restera 9 mois à l’affiche du Théâtre Le Ranelagh (Paris 16e).
En 2008, il crée un « concert d'images » en hommage à Étienne-Jules Marey(1830-1904), inventeur qui a marqué de son empreinte la naissance du cinéma. À partir d'une sélection de chronophotographies et de films mis en forme par la réalisatrice Sylvie-Jeanne Gander, il en compose la musique pour orchestre. Ce programme constitué de 7 films  fut créé le 9 octobre 2008 par l'Orchestre de la Camerata de Bourgogne sous la direction de Jean-Christophe Ferreaux, dans la grande salle de l’Auditorium de Dijon lors des Rencontres cinématographiques de Dijon. Le programme complet fut diffusé plusieurs fois sur la chaîne Ciné+ Classic tandis qu’un DVD commandité par le Conseil Régional de Bourgogne a vu le jour en 2009.

### Pédagogie et défense du droit d'auteur
Gréco Casadesus s'exprime souvent lors de masterclass ou des colloques professionnels,. En 2013, il fonde avec Eric Debegue (Cristal productions) un atelier de formation professionnelle  "Le laboratoire de la musique de films".
Succédant en 2017 à Jean-Michel Bernard, il fut également professeur de la classe de musique à l’image au Conservatoire Paul Dukas (Paris 12e).
Depuis 1994, il s'investit dans plusieurs commissions professionnelles de la Société des auteurs, compositeurs et éditeurs de musique, notamment à la commission de l'Audiovisuel et à celle des Programmes.

## Œuvres
Gréco Casadesus est l'auteur d'une centaine de créations originales pour le théâtre, le cinéma et la télévision, le concert et les arts de la scène. Il a également entrepris quelques productions audiovisuelles.

### Albums
- 1980 : Voyage immobile

- 1982 : Les oiseaux de rivière noire

- 1986 : Carte blanche à Greco Casadesus
- 1995 : Projections
- 1997 : The Climb (le défi)
- 1998 : Marie et le vin (Un roman et sa musique)
- 1999 : Babar, roi des éléphants

- 2003 : Symphonic Nirvana

- 2005 : Les Trois Mousquetaires
- 2009 : Suppléments d'âme
- 2013 : Historical Heritage - Patrimoine Historique - Cézame
- 2013 : La Guerre d'Hollywood - Cézame Original Scores
- 2015 : Jusqu'au dernier - Cézame Original Scores
- 2015 : David Krakauer plays Greco Casadesus - Cézame Carte Blanche
- 2016 : La Face - Cézame Original Scores
- 2016 : Movements of Life - Cézame Carte Blanche
- 2017 : Jack London - Cézame Original Scores
- 2018 : Karen Blixen: an African night's dream - Cézame Original Scores
- 2018 : Gares d'Europe, Les Temples du Voyage - Cézame Original Scores
- 2019 : André Malraux, L'Épreuve du Pouvoir - Cézame Original Scores
- 2019 : Space Investigation - Cézame Original Scores
- 2020 : De Gaulle, Histoire d'un géant - Cézame Original Scores
- 2022 : Abysses,L'Odyssée des Hommes Sous la Mer - Cézame Original Scores

### Théâtre
- 1983 : La Cerisaie, d'Anton Tchekhov, aux Tréteaux de France.
- 1983 : Le Roi se meurt, de Eugène Ionesco, au Théâtre du Marais
- 1984 : Androclès et le lion, de George Bernard Shaw, au Théâtre du Marais
- 1984 : Marshall, nous voilà! de Bruno Laurent, au Théâtre du Sentier des Halles
- 1986 : Bajazet, de Racine, au Carré Silvia Montfort
- 1986 : La comédie sans titre, de Italo Svevo, au Théâtre du Marais
- 1987 : Britannicus, de Racine, au Carré Silvia Montfort
- 1987 : En famille, on s'arrange toujours, d'Alexandre Ostrovski, au Théâtre du Marais
- 1987 : Guillaume ou les Quatre saisons d'un conquérant, de Jean-Pierre Nortel, aux Tréteaux de France
- 1988 : L'Alouette, de Jean Anouilh, aux Tréteaux de France
- 1988 : Le Prince de Hombourg, de Heinrich von Kleist, au Théâtre Mouffetard
- 1989 : L'Avare, de Molière, au Théâtre du Marais
- 1989 : Le Mariage de Figaro, de Beaumarchais, aux Tréteaux de France
- 1990 : La Guerre de Troie n'aura pas lieu, de Jean Giraudoux, aux Tréteaux de France
- 1991 : Chacun sa vérité, de Luigi Pirandello, aux Tréteaux de France
- 1991 : Laetitia, de Peter Shaffer, au Théâtre du Rond-Point
- 1992 : Tartuffe, de Molière, aux Tréteaux de France
- 1993 : L'Aiglon, d'Edmond Rostand, aux Tréteaux de France
- 1995 : Lorenzaccio, d'Alfred de Musset, aux Tréteaux de France
- 1995 : Noël chez les Cupiello, d'Eduardo de Filippo, au Théâtre du Marais
- 1997 : Une répétition au théâtre du crime, de Jacques Mauclair, au Théâtre du Marais

### Télévision et cinéma
- 1984 à 1985 : L'homme au képi noir (série TV)
- 1984 : André Moleux, peintre de Gérard Sergues
- 1985 : Maestro de Serge Korber
- 1985 : Tant qu'il y aura des cerfs de Laurent Charbonnier
- 1986 : Fred Connexion de Serge Korber
- 1986 : Les conquérants de l'impossible : portrait de groupe de Bernard Choquet et Bernard Dumont
- 1986 : Chinook de Christian Zuccarelli
- 1987 : Cordée canine de Christian Zuccarelli
- 1987 : Nuit d'enfer de Philippe Guillaume
- 1988 à 1989 : Mystères et bulles de gomme de Bernard Dumont (série TV, 13 épisodes)
- 1989 à 1994 : Intrigues, mésaventures, passion, côté cœur (séries TV)
- 1990 : Appelez-moi Tonton de Dominique Baron
- 1992 : La montée au pouvoir des femmes de Ghislaine Guidez
- 1992 : Cérémonie religieuse de Bernard Dumont
- 1992 : Le passage du Nord-Ouest de Bernard Dumont
- 1993 : Le poids du corps de Christine François
- 1993 : Les dératisseurs de Bernard Dumont
- 1993 : Meurtre à ciel ouvert de Jean-Marc Seban
- 1994 : Meurtre à l'université de Jean-Marc Seban
- 1995 : Le silence de Lesbos de Ghislaine Guidez
- 1995 : Les louves de Jean-Marc Seban
- 1995 : Un mort sur le pavé de Jean-Marc Seban
- 1995 : Le Match de notre vie de Gareth Davies
- 1996 : Chacun sa vérité de Luigi Pirandello
- 1996 : La Rumeur d'Étienne Périer
- 1996 : La passe-montagne de Jean-Marc Seban
- 1997 : The Climb (Le Défi) de Bob Swaim
- 1998 : Babar, roi des éléphants de Raymond Jafelice
- 1998 : Les legs de Bernard Dumont
- 1998 : Le dernier fils d'Étienne Périer
- 2000 : L'Enfant de la honte de Claudio Tonetti
- 2000 : Que reste-t-il... d'Étienne Périer
- 2000 : La vie à plein temps de Serge Moati
- 2001 : Jésus de Serge Moati
- 2001 : Les Trois Mousquetaires de Henri Diamant-Berger
- 2009 : En terre étrangère de Christian Zerbib
- 2010 : Petit creux (série TV, 104 épisodes) (musique co-composée avec Pierre-André Athané)
- 2011 à 2013 : Le quiz de Zack (série TV)
- 2011 : Nos ancêtres les Gauloises de Christian Zerbib
- 2013 : La Guerre d'Hollywood de Michel Viotte
- 2014 : Jusqu'au dernier de William Karel
- 2015 : Ta Mère! de Touria Benzari
- 2016 : La face de Marc Rivière
- 2016 : Jack London, une aventure américaine de Michel Viotte (musique co-composée avec Gregory Cotti)
- 2016 : Trésors des vignobles français de Simon Thisse ((musique co-composée avec Gregory Cotti)
- 2017 : Jours de sacre à l'Elysées de Christian Huleu (musique co-composée avec Gregory Cotti)
- 2017 :  L’Étroit Mousquetaire de Max Linder (ciné-concert) - Commande de la Philharmonie de Paris. Orchestre Manifesto sous la direction de Mélanie Levy-Thiebaut.
- 2018 : Karen Blixen : le songe d'une nuit africaine d'Elizabeth Kapnist
- 2019 : Malraux, l'épreuve du pouvoir de Xavier Villetard
- 2019 : Neuf femmes aux marches du palais d'Elizabeth Kapnist
- 2019 : Les vies d'Albert Camus de Georges-Marc Benamou
- 2020 : Elle s'appelait Grace Kelly de Serge de Sampigny
- 2020 : De Gaulle, Histoire d'un géant de Jean-Pierre Cottet (musique co-composée avec Gregory Cotti)
- 2021 : "John Huston, Une Âme Libre" de Marie Brunet-Debaines
- 2021  "Abysses, la Conquête des Fonds Marins" de Michel Viotte
- 2021  "Fabergé, les Objets du Désir" de Jean-Pierre Cottet

### Courts métrages
- 2011 : Mariage Blues de Touria Benzari
- 2016 : Vesper de  Keyvan Sheikhalishahi (musique co-composée avec Gregory Cotti)
- 2017 : Omniclouds, création pour le concours Quand le son créé l'image organisé par La Semaine du Son (musique co-composée avec Gregory Cotti)
- 2019 : Nox de  Keyvan Sheikhalishahi (musique co-composée avec Gregory Cotti)
- 2020 : Divertimento de  Keyvan Sheikhalishahi (musique co-composée avec Gregory Cotti)

### Spectacles et ciné-concerts
- 2005 : Les Trois Mousquetaires font du Cinéma, mise en scène par Belkacem Tatem, Théâtre Le Ranelagh
- 2007 : Sept Mouvements de Vie, réalisatrice Sylvie-Jeanne Gander - Auditorium de Dijon
- 2017 : L'Étroit Mousquetaire (1922) - Commande de la Philharmonie de Paris. Orchestre Manifesto sous la direction de Mélanie Levy-Thiebaut

### Productions
- 1992 : Video - Le Berceau de Verre - Réalisation Pierre Boyer
- 2004  : CD — Robert Casadesus - Intégrale des 4 quatuors à cordes, Quatuor Manfred (Opus Millésime)
- 2004 : CD — Robert Casadesus - 4 Sonates pour piano, etc., Jean-François Bouvery, piano (Opus Millésime)
- 2004 : CD — Robert Casadesus - 24 préludes, etc., John Owings, piano (Opus Millésime)
- 2004 : CD — Robert Casadesus - 2 trios pour violon, violoncelle & piano, etc., Trio Henry (Opus Millésime)
- 2006 : CD — Robert Casadesus - Le Voyage Imaginaire op. 1, etc., Jean-François Bouvery, piano (Opus Millésime)
- 2005 : CD — Gréco Casadesus — Les Trois Mousquetaires (Opus Millésime)
- 2006 : CD — Ray Charles — Message to Ray, Jean-Michel Bernard, piano (Opus Millésime)
- 2006 : Captation - Robert Casadesus-Sonate N° 3, Jean-François Bouvery, piano, réalisation Guillaume Diamant-Berger (Opus Millésime)
- 2007 : DVD Sept Mouvement de Vie-Marey, être de génie-Marey, homme de Bourgogne, réalisation Sylvie-Jeanne Gander (Opus Millésime)
- 2009 : CD - Suppléments d’Âme, Quatuor Prima Vista (Opus Millésime)